# Finlande aux Jeux paralympiques d'hiver de 2010
La Finlande était représenté par 5 athlètes aux Jeux paralympiques d'hiver de 2010 à Vancouver (Canada). Elle y a remporté 2 médailles.

## Ski alpin
- Katja Saarinen

## Biathlon
- Maija Loytynoja
- Jarmo Ollanketo

## Ski de fond
- Rudolf Klemetti
- Maija Loytynoja
- Jarmo Ollanketo
- Ilkka Tuomisto

## Source
- (en) Cet article est partiellement ou en totalité issu de l’article de Wikipédia en anglais intitulé « Finland at the 2010 Winter Paralympics » (voir la liste des auteurs).